# ФК Дољевац 1971
ФК Дољевац 1971 је фудбалски клуб из Дољевца у општини Дољевац, Србија и тренутно се такмичи у Нишавској окружној лиги у фудбалу, петом такмичарском нивоу српског фудбала. 